# 渡部亮 (エコノミスト)
渡部 亮（わたべ りょう、1947年5月7日 - ）は、日本のエコノミスト。野村総合研究所ヨーロッパ社長、いちよし経済研究所社長、法政大学経済学部教授、ケンブリッジ大学客員フェロー等を務めた。

## 来歴
東京都国立市出身。桐朋高等学校を経て、1970年一橋大学経済学部卒業、野村総合研究所入社。1972年から2年間ロンドン大学ロンドン・ビジネス・スクール修士課程に留学。1974年野村総合研究所証券調査本部研究員。
1983年野村総合研究所ニューヨーク駐在エコノミスト。1986年ワシントン支店長。1989年経済調査室長。1991年投資調査部長。1993年からノムラ・リサーチ・インスティテュート・ヨーロッパ社長を務め、1999年野村総合研究所研究理事（役員待遇）。後任のノムラ・リサーチ・インスティテュート・ヨーロッパ社長は福島清彦。
1999年いちよし経済研究所代表取締役社長。2002年法政大学経済学部国際経済学科教授。2008年から1年間ケンブリッジ大学客員フェローとして在外研究に従事。英国王立経済社会研究所理事、公益財団法人日本証券経済研究所評議員等も務めた。2018年法政大学定年退職、法政大学名誉教授。

## 著書
- 『ワシントン・ゲーム 米国における政策形成の力学』ティビーエス・ブリタニカ 1989年
- 『1996アメリカ経済 衰退から復活へ向かう大国』ダイヤモンド社 1991年
- "Commercial Law in a Global Context"（共著）Kluwer Law International 1998年
- 『英国の復活・日本の挫折 英国のビッグバンから何を学ぶか』ダイヤモンド社 1998年
- 『改革の欧州に何を学ぶか 日米欧三極の新時代』中公新書 1999年
- 『アングロサクソン・モデルの本質 株主資本主義のカルチャー 貨幣としての株式、法律、言語』ダイヤモンド社 2003年